# Jean-Claude Bercq
Jean-Claude Bercq (Valleroy, 7 aprile 1929 – Saint-Louis, 12 dicembre 2008) è stato un attore e stuntman francese.

## Filmografia parziale
- Il treno (The Train), regia di John Frankenheimer (1964)
- ...e venne il giorno della vendetta (Behold a Pale Horse), regia di Fred Zinnemann (1964)
- Corpo a corpo (L'Arme à gauche), regia di Claude Sautet (1965)
- Il giorno dopo (Up from the Beach), regia di Robert Parrish (1965)
- Rapimento (Rapture), regia di John Guillermin (1965)
- Rififi internazionale (Du rififi à Paname), regia di Denys de La Patellière (1966)
- Né onore né gloria (Lost Command), regia di Mark Robson (1966)
- Tutte le ore feriscono... l'ultima uccide (Le deuxième souffle), regia di Jean-Pierre Melville (1966)
- Agli ordini del Führer e al servizio di Sua Maestà (Triple Cross), regia di Terence Young (1966)
- Mayerling, regia di Terence Young (1968)
- L'uomo venuto da Chicago (Un condé), regia di Yves Boisset (1970)
- Le 24 Ore di Le Mans (Le Mans), regia di Lee H. Katzin (1971)
- Life Size (Grandezza naturale) (Grandeur nature), regia di Luis García Berlanga (1973)